# Анкилозиращ спондилит
Анкилозиращ спондилит (АС), (от гръцки: ankylos – схванат, spondylos – гръбначен стълб; AS), известен като болест на Бехтерев, синдром на Бехтерев и болест на Мари-Струмпел, форма на спондилоартрит, е хроничен възпалителен артрит и автоимунна болест. Главно засяга ставите на гръбначния стълб и сакроилиачните стави в таза и може да причини евентуално срастване на гръбначните прешлени.
Член е на групата на спондилоартропатиите със силно генетично предразположение. Пълното сливане води до пълна неподвижност на гръбнака, състояние, познато като „бамбуков гръбнак“.

## Класификация на АС
АС принадлежи към група заболявания, известни като спондилоартрити (на английски: SpA). Те се развиват на общ принцип, но имат отличителни външни прояви (на английски: phenotypes). Освен АС, тук попадат и псориатичният артрит, артритите, имащи връзка с болестта на възпаленото черво, реактивният артрит, който е подгрупа на ювенилния идиопатичен артрит.

## Причини за АС
Генетическата предразположеност, която се унаследява, е необходимо, но не и достатъчно условие за развиване на заболяването. Нужен е и фактор от околната среда, който да провокира заболяването. Този фактор не е точно определен, защото заболяването географски е разпространено почти навсякъде на Земята. Допуска се, че това е повсеместен фактор и най-вероятно се касае за чревна бактерия. В допълнение, други обсъждани фактори са имунни реакции и хормонални отклонения.

### Бактериогенни
Редица изследвания свързват възникването на АС с бактерии от вида Klebsiella pneumoniae, които причиняват възпаление в храносмилателния тракт. Въпросната бактерия произвежда антигени (вид белтъци), които споделят молекулно сходство с HLA-B27 или други автоантигени. В тънките черва белтъците се разграждат до аминокиселини, а мазнините до мастни киселини, но при въглехидратите такова разграждане до прости съединения не е напълно възможно. Ето защо, когато те преминат в дебелото черво и започнат да действат като пребиотици, е възможно определени бактерии да засилят своето развитие и да увеличат количеството си. Допуска се, че една такава бактерия е Klebsiella pneumoniae.
В подкрепа на предположението за стомашна следа стои и фактът, че при опит с мишки повишеното наличие на бета-2-микроглобулини намалява степента на погрешно нагъване на белтъците и обуславя артрит и спондилит, което предполага, че грешките в нагъването на B27 се дължат на чревно възпаление.

#### Периодонтит
Турският ревматолог Месут Йойрендик съобщава в научна публикация (2017 г.) за възможна връзка между бактерии в устната кухина, които водят до периодонтит, и заедно с това подстрекават и развитието на АС. Таксономичните имена на бактериите, които той разглежда, са Porphyromonas gingivalis [species pluralis], Prevotella intermedia [species pluralis], Treponema denticola и Tannerella forsythia. Заключението му е, че патогени на периодонтита могат да доведат до развитие на АС при генетически предразположени лица.

### Генетически
Въпреки че на HLA-B27 се приписва основният принос, редица изследвания доказват влиянието на други гени, включително и такива, които не са част от семейството на HLA. Тези вариации са във връзка и с етническа/расова принадлежност. Като примери могат да бъдат изброени следните: HLA-B16, HLA-B35, HLA-B7, HLA-B38 и HLA-B39. IL23R в голяма степен има отношение към АС за Европа, но при китайците хан не се открива такава зависимост. Всъщност, HLA-B27 обяснява само около 30% от общата генетическа предразположеност.
Мутации на ARTS-1 са били свързани с повишен риск за АС, но само при HLA-B27-положителни пациенти. ARTS-1 е човешки белтък, за който отговаря генът ARTS-1, познат също и като ERAP-1.

## Патогенеза на АС
Патогенезата, което означава да се изяснят химичните процеси, които протичат в клетките на засегнатите тъкани и механизма, по който протича заболяването, не е напълно известна на ревматолозите. Това, което се знае, е, че АС е автоимунно заболяване: клетки на имунната система на болния организъм способстват разрушаването на собствени тъкани (първа фаза), а като следствие се задейства необуздано изграждане на допълнително костно вещество (втора фаза), което в най-крайните стадии на заболяването довежда до пълно срастване на гръбначните прешлени и ограничаване подвижността на гръбначния стълб.

### Какво е HLA-B27
MHC (англ. major histocompatibility complex) e обособен участък от геномите на гръбначните животни, чиято генетическа последователност отговаря за кодирането на клетъчноповърхностни белтъци, съществени за придобития имунитет. Изучаването му е станало във връзка с изследването на тъканната съвместимост при присаждания, затова е наречен главен комплекс на тъканната съвместимост (ГКТС). Впоследствие е установено, че предназначението на молекулите на ГКТС е да се свържат химически с белтъчни отрязъци (пептиди), които произхождат от самата клетка или от патогени, с което да проявят антиген по клетъчната повърхност (англ. epitope, епитоп, от старогр. ἐπί + τόπος, „място за свръзка“), който да бъде разпознат от подходящата Т-клетка. С други думи, тези молекули опосредстват взаимодействието на белите кръвни клетки (левкоцити), които са имунни клетки, с останалите клетки на тялото. Ако проявеният на клетъчната повърхност епитоп произхожда от собствените белтъци, Т-клетките го разпознават като приятелски и не унищожават клетката. Ако, обаче, произходът на епитопа е патогенен, Т-клетките унищожават съответната клетка, разапознавайки я като вражеска.
В зависимост от конфигурациите, в които участват MHC-молекулите, учените разграничават три подгрупи: MHC-I, MHC-II и MHC-III. В рамките на тези три подгрупи има две семейства гени, които особено много имат отношение към проявлението на антигени, за което по-горе стана въпрос. Това са HLA от MHC-I и HLA от MHC-II.
HLA-B27 e гликопротеин (вид белтък), който се кодира от съответния ген, находящ се в късото рамо на хромозома №6, в участъка между базова двойка 31 353 871 и 31 357 211. Той е широко разпространен сред човешките клетки, но най-много се проявява в имунните клетки. Генът HLA-B27 принадлежи на семейството гени HLA-B, които от своя страна са част от по-широкото семейство гени HLA. HLA (Human Leukocytes Antigen) означава „антиген (Antigen) на човешките (Human) бели кръвни клетки (Leukocytes)“. По своята същност HLA-B27 e алел (т.е. разновидност) на гена HLA-B, като от своя страна HLA-B27 е познат с поне 105 подразновидности – от HLA-B*2701 до HLA-B*27106.
От изучените поздразновидности, най-разпространена е HLA-B*2705, от която най-вероятно са произлезли всички останали. Причинно-следствена връзка с АС е установена за подразновидностите от HLA-B*2701 до HLA-B*2710. Изключение правят Югоизточна Азия и Сардиния, където съответно HLA-B*2706 и HLA-B*2709 не се свързват с развитието на АС. Сред белите хора най-разпространена е B*2705, следвана от B*2701.
Предназначението на гликопротеина HLA-B27 е да се свързва с пептиди, изходящи от клетката, и да ги разполага по клетъчната повърхност така, че те да са разпознаваеми за имунните клетки. Ако имунните клетки разпознаят тези пептиди като вражески, те нападат въпросната клетка и я унищожават. В молекулното устройство на този гликопротеин е установен един свързочен жлеб, под означението В, в чиято позиция 45 се осъществява взаимодействие на глутамин с аргинин при позиция 2 на най-често свързваните пептиди. Това предполага засилена роля на свързочния жлеб В при свързването с потенциални артрит-пораждащи пептиди. Дерегулацията на пептидиларгинин деминазите има отношение към причините за множество човешки заболявания, сред които рак и автоимунни.

### Учения за болестотворното действие на HLA-B27
1. HLA-B27 по нередовен начин проявява грешни антигени по клетъчната повърхност (англ. hypothesis of arthritogenic peptide)[4], които превръщат проявяващата клетка във вражеска и тя бива унищожена от имунния отговор.
2. Погрешно нагъване на белтъка на HLA-B27 (англ. misfolding hypothesis)[4], което го прави негоден да изпълнява отредената му служба, като вкарва в заблуда имунните клетки. Частен случай на това учение е разбирането, че не 100% от белтъка на HLA-B27 се нагъва погрешно, а само единични молекули, които са достатъчни да се озоват на клетъчната повърхност и да объркат имунната система. Често противниците на това учение изтъкват факта, че не всички носители на HLA-B27 развиват заболяването, което сочи за допълнителни причини, генетически или обусловени от околната среда.
3. Молекулярна мимикрия[4]
4. Клетъчноповърхностни хомодимери на HLA-B27[4]

### Влияние на тимусната жлеза
Лимфоцитите, след като бъдат произведени в костния мозък, се озовават в тимусната жлеза, разположена зад гръдната кост, в близост до сърцето. Там лимфоцитите узряват, за да се превърнат в тимус-лимфоцити или Т-лимфоцити, където те се специализират да бъдат или CD8+ цитотоксични тимусни лимфоцити, или CD4+ спомагателни тимусни лимфоцити. Те имат отношение към възпалителния процес при АС.

### Възпаление и разрушаване на здрави тъкани (първа фаза)
Възпалителната фаза споделя сходства с възпалителни артритиди като ревматоидния артрит, при който се наблюдават високи равнища на производство на цитокини, увреждане на ставите посредством разграждане на хрущялна и костна тъкан вследствие на остеокластна дейност (костна резорбция). Все пак, щетите са по-малко в сравнение с тези при ревматоидния артрит.
Възпалението засяга преди всичко съединителната тъкан на залавните места (ентезии, англ. entheses) между двигателните сухожилия и костите, където имунните клетки, по-точно лимфоидните клетки, се установяват, разрастват се, поляризират се и поощряват производството на интерлевкин-17 (ИЛ-17, англ. IL-17), тумор-некрозис-фактор-алфа (ТНФ-α, англ. TNF-α), интерферон-гама и други цитокини.
IL-17 е цитокин, който се произвежда от Т-клетки-помагачи, познати като клетки Т-помагач-17 (англ. T helper 17 cell, Th17), в отговор на въздействие с IL-23.
Засягат се обаче също и костите и костно-ставните съчленения.Ако засегнати са само ставите на гръбнака, тогава се говори за аксиален артрит, а когато се засегнат и други стави, тогава се касае за придружаващ периферен артрит.
Отношение към възпалението, образуването на ново костно вещество и модулирането на Т-клетките имат и микро-РНК-и (англ. microRNAs, miRNAs). Изследване, обнародвано в Journal of Translational Autoimmunity през 2020 г., показва възможните лечебни приложения на знанията за влиянието на тези микро-РНК-и. В частност, авторите разглеждат miR29a and miR10b като добър пример за микро-РНК-и, които участват в модулацията на клетъчната служба при АС.
миРНК са едноверижни нуклеотиди, които участват в направляването на генетичното проявяване и също имат отношение към патологични и физиологични процеси.

#### Цитокинова буря
Установено провъзпалителни са цитокините TNF-α, IL-1 и IL-6.

## Симптоми (признаци) при АС
Симптомите (признаците) са явните проявления на патогенезата при АС. Най-често това са: възпаление на сакроилиачните стави, като и на други стави (степента на възпалението може да се установи с костна сцинтиграфия, а пораженията с рентген, скенер или ЯМР), скованост на гръбнака. АС може да бъде съпроводен с преден увеит.
За поставянето на диагноза има развити различни системи от критерии, по които се определя дали пациентът страда от заболяването. Най-разпространената система е видоизмененият нюйоркски критерий (mNY, modified New York cirteria), при който трябва да е изпълнено поне едно от клиничните условия плюс радиографското доказателство (рентген, ЯМР, сцинтиграфия – поотделно или съчетание от тях).

### Изследвания за поставяне на диагноза

#### Радиографски
- Костна сцинтиграфия
- ЯМР на сакроилиачни стави

#### Кръвни
- ПКК (пълна кръвна картина)
- CRP (англ. C-reactive protein, C-реактивен протеин)[24]
  - hsCRP (англ. high sensitivity C-reactive protein, високочувствителен CRP)[25]
- MMP3 (матрична металопротеиназа-3)
- Цитокин-профилиране
- IL1-α[5]
- HLA-B27
- Vitamin D[4][26]

#### Скали за оценка тежестта на заболяването
Това са скали, които разчитат на анкетирането на пациентите, които отговарят на въпроси, давайки числови оценки за тежестта на определен симптом, след което отговорите на всеки отделен въпрос се преобразуват в една обща оценка според формула. Такива скали са BASDAI, BASFI, BASG, ASQoL и ASAS.

### Усложнения при АС
АС може да бъде съпроводен с усложнения като преден увеит (лат. Uveitis anterior), псориазис и колит.
Съобщава се и за умерено намаляване на слуха, съпроводено от шум в ушите (тинитус). Намаляването на слуха може да се корени както в неврочувствителна слухова загуба, така и в проводимостта на средното ухо. В първия случай, слуховата загуба може да се обясни с научно изразена връзка между HLA-B27 и болестта на Мениер, при която се наблядава автоимуннопредизвикана загуба на слуха. Допуска се въвличането на автоантитела, комплекси „антиген-антитяло“ със задействането на възпалителна реакция, провождана от възбудени Т-лимфоцити. Съществуват данни и за кохлеарна дисфункция като засягане при страдащи от АС.

## Лечение на АС

### Със средствата на фармацията[30]
От нестероидните противовъзпалителни средства най-широко ползвани са тези, чиито активни вещества са диклофенак или ацеклофенак.
Изследвания показват, че хората, подобно на саламандрите, носят в себе си молекули, наречени mircoRNA, които изглежда участват във възстановяването на увредени тъкани, но за разлика от саламандрите, при хората те се срещат с по-висока честота в областта на глезените и по-малко около таза и коленете. Според учените това откритие отваря пътя за алетернативно лечение на остеоартрит и ставни наранявания при атлети.

#### НСПВС (NSAIDs)
- Мелоксикам, с търговско име Мелбек Форт в България.
- Асеметацин, не се предлага в България, в Турция е познато под търговското име Rantudil.
- Еторикоксиб (etoricoxib), с търговско наименование Аркоксия в България.
- Кетопрофен, познат под търговското име Би-Профенид в България[32].

#### Първо поколение лекарства, видоизменящи хода на болестта: синтетични лекарства
Първото поколение лекарства, видоизменящи хода на болестта (на английски: conventional disease-modifying drugs), са такива, които не намаляват пряко болката, а чрез косвеното си въздействие върху възпалението и хода на заболяването. Най-често прилаганите при АС са сулфасалазин и метотрексат.
- Сулфасалазин.[33] Употребата му предизвиква временен стерилитет при мъжете. С времето е възможно действието му да отслабне, а освен това, той е по-ефикасен в повлияването на периферния отколкото на аксиалния артрит.[11] Сулфасалазинът е и лекарство, което си прилага при лечението на болестта на Крон, улцерозния колит и проктита – все разновидности на болестта на възпаленото (дебело) черво. Действието на сулфасалазин е именно в дебелото черво, което е населено с множество бактерии, за които човекът е гостоприемник. Сулфасалазин се преработва от бактериите там до сулфапиридин и 5-аминосалицилова киселина. Сулфапиридинът намалява системното възпаление (т.е. всеобхватното за тялото възпаление) и убива бактериите, а 5-аминосалициловата киселина намалява възпалението в дебелото черво.
- Метотрексат

#### Второ поколение лекарства, видоизменящи хода на болестта: биологични лекарства
- Anti-TNF-α – най-доказалото се средство в борбата срещу АС. В някои случаи, обаче, болните не се повлияват изобщо от него или с времето ползотворното му въздействие утихва. В тези случаи се пробва прилагането на anti-IL-17.[12]Широко разпространено лекарство от този тип е познатото под търговското си име Remicade, чието активно лекарствено вещество е инфликсимаб (лат. infliximab). В медицинската литература се съобщават данни (от 2008 г.) за предизвикан от инфликсимаб лупус само при един-единствен човек, но също така се съобщава и за предизвикване на лупус-подобен синдром (ЛПС), който обаче утихнал след спиране лечението с инфликсимаб.[34]
- Anti-IL-17[4] Такова лекарство, например, е с активното вещество secukinumab, продавано под търговското име Cosentyx. То представлява IgG1k – моноклинално антитяло, което се свързва с IL-17A. Произвежда се от фармацевтичната компания Novartis. Eвропейската агенция за лекарствата не препоръчва приема му при бременни жени, а Американската служба по храните и лекарствата допуска приема му от бременни жени само когато ползите за бременната превишават рисковете за плода.
- Аnti-p40-(IL-12/IL-23)
- Антитела, които обезвреждат белтък, известен като RORγt.

#### НИРД на биотехнологичните компании
Този раздел обобщава компаниите, за които е известно, че са заети с научноизследователска и развойна дейност (НИРД) в областта на АС и сходните автоимунни заболявания. Не се цели търговска реклама.
- Astra-Zeneca
- UCB, белгийско предприятие, което през 2019 г. на Годишния европейски конгрес по ревматология обявява данните от фаза 2б на клиничните проучвания на лекарството бимекизумаб (лат. bimekizumab), което представлява моноклинално IgG1-антитяло, обезвреждащо цитокините IL-17A и IL-17F.

### Със средствата на физикалната медицина
Съществуват случаи, в които продължителната скованост и отсъствието на раздвижване в областта на рамото могат да доведат до изскачане на лопатките (на английски: scapular winging, winged scapula, scapula alata; на португалски: escápula alada). Във връзка с това, изследване на бразилски лекари показва, че плуването оказва благотворно влияние върху това усложнение на АС. В допълнение към плуването лекарите предписват и набор от упражнения за лечебна физкултура, които целят запазване обема на движенията и поддържане на кръвообращението в областта на ставите за забавяне разрушителните действия на заболяването.
Препоръчва се и упражняването на йога и пилатес, но с повишено внимание за избягване на травми. При случаите на ремисия благотворно влияние оказват масажните процедури в комбинация с лечебна физкултура. Похвати като двойно пръстеновидния и дъга във съвсем лек натиск повлияват добре болките и схващания Паравертибралната мускулатура се отпуска.

### Със средствата на балнеолечението
Препоръчва се вземането на топли душове, които засилват кръвообращението и притока на кръв към ставите и околоставните тъкани, а чрез това се намаляват възпалението и болката. На същия принцип действа и балнеолечението в специализирани курорти, което често се съчетава с физикална медицина.

### Хранене при АС
Не съществуват категорични данни относно връзката между тежестта на протичане на АС и хранителните навици на болните. Изследванията в тази насока са ограничени и повече такива, с подсигурено качество на методологията, са нужни.
Установен е набор от билки, които са показани с противовъзпалително действие. Те не лекуват АС, но могат да окажат съдействие при контрола върху заболяването. Такива са куркумата (Curcuma longa), джинджифилът (Zingiber officinalis), розмаринът (Rosmarinus officinalis), босвелията (Boswellia serrata), котешкият нокът (Uncaria tomentosa), касисът (Ribes nigrum) и др.

## Обществено значение на АС
АС засяга между 0,3 и 0,5% от белите европейци. По-често боледуват мъже отколкото жени, с полово съотношение 2(3):1 и за разлика от другите артрити, засегнатите са млади индивиди. Средната възраст на възникване на АС е 26 години, а вредите за работната сила са значителни, и особено за начина на живот на отделните пациенти.

### Географско разпространение
На 10 000 души всеки 23,8 души боледуват в Европа, 16,7 в Азия, 31,9 в Северна Америка, 10,2 в Латинска Америка и 7,4 в Африка.

### Пациентски организации
Болните от АС, и изобщо от спондилоартропатии и артрит, създават свои пацентски НПО, чрез които да представляват интересите си пред държавата, да си оказват взаимна помощ и взаимно да се осведомяват. В България такова е Българското сдружение на болните от болестта на Бехтерев/Анкилозиращ спондилит (БСБББ/АС).

## Диференциална диагноза
В медицинската литература се съобщава за заболявания, чиито истинска природа и същност остават скрити, но наподобяват АС. Така например бразилски ревматолози описват случай, в който се касае за хипопаратироидизъм, но симптомите биват сбъркани с тези на АС.
Учените съобщават и за случай, в който се касае за всеобхватна туберкулозна инфекция (англ. disseminated tuberculosis), но симптомите силно наподобяват тези, присъщи на АС. Те отчитат важността на отхвърлянето на други диагнози при съмнения за АС и решаващата роля на позитрон-емисионната томографѝя/компютърната томографѝя (ПЕТ/КТ).